# Projeto Rio Blanco
O Projecto Rio Blanco foi  um ensaio nuclear subterrâneo que se realizou no dia 17 de maio de 1973 no Condado de Rio Blanco, estado do Colorado, aproximadamente a 58 km a noroeste de Rifle.